# Мусь
Мусь — река в России, протекает в Республике Марий Эл и Кировской области. Устье реки находится в 159 км от устья Большой Кокшаги по правому берегу. Длина реки составляет 14 км, площадь водосборного бассейна — 39,2 км².
Исток реки у села Большое Кибеево в 13 км к юго-западу от Санчурска. В селе на реке плотина и запруда. Мусь течёт на юго-восток, протекает деревни Мусь, Большой Абанур, Средний Абанур (все — Марий Эл). В низовьях втекает на территорию Кировской области, где течёт по заболоченной пойме Большой Кокшаги, в которую и впадает западнее деревни Окозино.

## Данные водного реестра
По данным государственного водного реестра России относится к Верхневолжскому бассейновому округу, водохозяйственный участок реки — Волга от Чебоксарского гидроузла до города Казань, без рек Свияга и Цивиль, речной подбассейн реки — Волга от впадения Оки до Куйбышевского водохранилища (без бассейна Суры). Речной бассейн реки — (Верхняя) Волга до Куйбышевского водохранилища (без бассейна Оки).
Код объекта в государственном водном реестре — 08010400712112100000732.